# Уруччя (Брянська область)
Уруччя (рос. Уручье) — село в Вигоницькому районі Брянської області Російської Федерації.
Населення становить 272 особи. Входить до складу муніципального утворення Утинське сільське поселення.

## Історія
Від 2005 року входить до складу муніципального утворення Утинське сільське поселення.

## Населення
| 2010 | 2013 |
| ---- | ---- |
| 276  | ↘272 |